# Roždanik
Roždanik is een plaats in de gemeente Novska in de Kroatische provincie Sisak-Moslavina. De plaats telt 291 inwoners (2001).